# 澁谷工業
澁谷工業株式会社（しぶやこうぎょう）は、石川県金沢市に本社を置く日本の機械メーカーである。
ボトリングシステム（飲料、調味料、医薬品、化粧品などの液体充填システム）の製造で国内トップシェアであり、世界でも大きなシェアを占める。
近年では、iPS細胞を用いた再生医療の機械装置メーカーとして世界初の技術をいくつか開発している。
JPX日経中小型株指数の構成銘柄の一つ。

## 概要
1931年に創業した、蒸した酒米を広げる際に使う麻布を扱う「澁谷商店」が前身である。
1953年、2本の一升瓶の内外を同時に洗浄できる「二連式瓶洗機」を開発し、当時手洗いだった中小メーカーの作業効率化に貢献した。「二連式瓶洗機」は2011年、石川県の「いしかわモノづくり産業遺産」に認定された。
1955年にボトリングシステムの市場に参入。この頃は三菱重工業、日立造船など10社を超える企業が先行していたが、大手は欧米の技術を導入していたため、同じ型の瓶に充填する大量生産型のモデルだった。小規模の清酒メーカーより種類の違う瓶に充填できる機械がないという声を聞き1959年に開発したものの、最初に納めた愛媛県の清酒メーカーでは軽くて倒れやすい二合瓶が割れるばかりだった。その後は改善されて多品種の瓶に対応できるようになり、小規模の清酒メーカーが購入するようになった。その後ボトリング機械に専念し、ジュースや洋酒メーカーなどにも手を広げていった。
1970年代後半、消費者ニーズの多様化によって瓶の形も様々な物が使われるようになり、ボトリング装置も一台で多くの種類の瓶に対応することが求められるようになったため、澁谷工業はシェアを伸ばした。さらにレーザーでラベルに製造年月を印字する技術の導入などによって他社との差別化を図り、1980年頃には国内シェアでトップとなった。
1985年、大学教授からのアイディアをもとにレーザーを利用した水虫治療器を開発したが、600万円と高額だったため全く売れなかった。しかし、医療機器分野へ進出したという報道から話が進み、1991年から開発を始めた人工透析器は2004年時点のOEMでシェア20%となるまで成長した。
1993年、医薬品の瓶詰で実績のあった無菌充填技術を応用し、ペットボトルに無菌状態で瓶詰めできるボトリング装置を開発。ペットボトルの加熱殺菌が不要となったことからボトルの肉厚を薄くできるようになり、製造業者のコストダウンにつながった。樹脂製のふたをペットボトルに絞める技術の特許も開発し、ペットボトルのボトリング装置では100％近いシェアを持つようになった。ボトリング装置関連は2014年時点でも売上高の64％を占めている。
澁谷英利社長が三洋電機バイオメディカ（2005年に三洋電機と合併）の経営トップと顔を合わせてから話が進んでバイオテクノロジーの分野に参入し、再生医療で必要とされる細胞培養技術において、安価で小型かつ使いやすい装置の開発に乗り出した。製薬企業向けに作っていたアイソレーターを改良し、2004年3月、産業技術総合研究所ティッシュエンジニアリング研究センター（当時）と三洋電機バイオメディカと共同で小型の「閉鎖型ヒト細胞培養システム」を開発し、国立病院大阪医療センターへ納めた。
その後もバイオ3DプリンターRegenovaの開発、山口大学との肝臓の再生医療研究の共同開発、IPS細胞による網膜再生医療の研究を進めているベンチャー企業ヘリオスとの培養装置開発など、再生医療分野の展開を進めている。2014年6月には、金沢テクノパーク内に日本初となる再生医療の専門工場を新設した。

## 沿革
- 1931年 - 澁谷庚子智が金沢市新竪町で澁谷商店を創業。
- 1949年 - 澁谷商店を改組して澁谷工業株式会社を設立。
- 1959年 - ボトリングシステム第1号を開発。
- 1978年 - 海外メーカーとレーザマーキング装置の販売提携をしてメカトロ事業へ進出。
- 1982年 - 名古屋証券取引所市場第二部へ上場。
- 1985年 - 東京証券取引所市場第二部へ上場
- 1986年 - 東京・名古屋証券取引所市場第一部へ上場。
- 1991年 - 世界初の全自動サイズチェンジのF-CAMボトリングシステムを開発。
- 2008年 - 民事再生手続き中であったマキ製作所の事業を譲受。静岡シブヤ精機が事業を引き継ぐ。
- 2009年 - ファブリカ トヤマ　グループに加わる【現：シブヤパッケージングシステム㈱】。
- 2010年 - 理化学研究所の網膜再生医療研究チームや株式会社ヘリオス（旧：株式会社日本網膜研究所）らと共同で、世界初のiPS細胞由来網膜色素上皮細胞の臨床応用に向けた、細胞を無菌状態で培養する機器やボトリングシステムを開発。
- 2012年 - 九州大学発のバイオベンチャー「Cyfuse」と組み、世界初の「バイオ3Dプリンター」（3次元細胞積層システム・regenova）を開発。
- 2012年　㈱カイジョー　グループに加わる。
- 2012年　㈱根上工作所　グループに加わる【現：㈱根上シブヤ】。
- 2013年　㈱沖縄シブヤ　新工場の生産開始。
- 2014年　金沢テクノパークにＲＭシステム森本工場を新設。
- 2018年　ＲＭシステム森本工場にシブヤ細胞培養加工センターを開設。
- 2019年　シブヤグループ連結売上高1,000億円を達成。
- 2019年　固形がんに対して極めて治療効果の高い次世代型 CAR-T （PRIME CAR-T）細胞の自動製造システムをノイルイミューン・バイオテック㈱と共同開発。
- 2023年　綜和機電㈱　グループに加わる。
- 2023年　インドの優秀な人材確保と産学連携を目的とした NITTE大学（インド）との覚書を締結。
- 2024年　インドネシアに新たなサービス拠点 PT SHIBUYA TECHNOLOGIES INDONESIAを設立。
- 2024年　2025年6月期から2027年6月期を対象期間とする３ヵ年の中期経営計画を発表。
- 2024年　自家細胞バンク向け自動細胞培養システムを販売開始。

## 所在地

### 主要事業所
本社
〒920-8681 石川県金沢市大豆田本町甲58
メカトロ統轄本部
〒920-0054 石川県金沢市若宮2-232

### 工場
- 本社工場 （石川県金沢市大豆田本町甲58）
- RPシステム森本工場 （石川県金沢市北陽台2-1）
- RMシステム森本工場 （石川県金沢市北陽台2-1）
- EBシステム森本工場 （石川県金沢市北陽台2-7）
- 能美ハイテクプラント （石川県能美市福島町に151）
- 津幡工場 （石川県河北郡津幡町字旭山１番）
- 進和工場 （石川県金沢進和町6番地）
- 医療機若宮工場（石川県金沢市若宮2-72）

## グループ会社
- シブヤ精機株式会社
- シブヤパッケージングシステム株式会社
- シブヤＥＤＩ株式会社
- 株式会社カイジョー
- 綜和機電株式会社
- 株式会社根上シブヤ
- 株式会社沖縄シブヤ
- 上海希歩洋工業科技有限公司
- 上海希歩洋医療器械有限公司
- SHIBUYA HOPPMANN CORPORATION
- SHIBUYA KAIJO(THAILAND)CO., LTD.
- SHIBUYA KAIJO(MALAYSIA)SDN. BHD.
- PT SHIBUYA TECHNOLOGIES INDONESIA